# El club del animé
El club del animé fue un programa de TV por cable, producido por la extinta señal Magic Kids perteneciente a Pramer y a la ya desaparecida empresa productora argentina Promofilm, responsable en los años '90 y principios del 2000 de muchos de los programas de entretenimiento de Canal 13 (Sorpresa y 1/2, Causa Común, Expedición Robinson, La Misión, canal El Gourmet, Agrandadytos, etc). Los programas en vivo de la señal se emitieron durante muchos años desde los estudios de La Corte. La conductora más longeva de El Club del Animé fue Mariela Carril.

## Historia
El Club del Anime comenzó a emitirse en 1998. En un principio el programa era conducido por Leandro Oberto, sin embargo, fue despedido tiempo después tras publicar en su revista Lazer #12 de Editorial Ivrea las escenas del anime Ranma ½ que fueron censuradas cuando se transmitió en Magic Kids, y cuestionó la política del canal. El empresario fue reemplazado por Mariela Carril.
Este programa comenzó en un principio como un bloque maratónico de emisión de series japonesas (siendo la primera de ellas Dragon Ball) con 2 emisiones semanales (los fines de semana) y 2 horas de duración (se emitían 4 episodios por programa). Años más tarde se convertiría en un programa de información de media hora, que incluía mayor producción y realización.
Además, los televidentes podían enviar al programa (mediante correo) sus historietas, y estos las mostraban en el aire. 
El Club del Anime desapareció cuando Magic Kids, a finales de 2005, dejó de hacer producciones propias. Promolfilm había sido para entonces vendida a una productora española, Globomedia, y estaba viviendo un proceso de cambios y recortes presupuestarios. De hecho, la empresa que supo abastecer con sus programas buena parte de la programación de Canal 13, canal líder de Buenos Aires, terminó cerrando sus puertas años más tarde. El cierre de Magic Kids fue el comienzo de esta etapa.

## Series emitidas
Este es el orden de las series que emitió a lo largo de sus emisiones.
- Dragon Ball
- Sailor Moon
- Super Campeones
- Los Caballeros del Zodiaco
- Las Guerreras Mágicas
- Zenki
- Virtua Fighter
- Robotech
- Detective Conan
- Candy Candy
- Slam Dunk
- ¡Están Arrestados!